# جشن دلتنگی
جشن دلتنگی فیلمی در ژانر درام عاشقانه به کارگردانی پوریا آذربایجانی، نویسندگی مونا سرتوه و پوریا آذربایجانی و تهیه‌کنندگی علی قائم مقامی محصول سال ۱۳۹۶ است. این فیلم در بخش مسابقه سی و ششمین جشنواره فیلم فجر حضور پیدا کرد.
فیلم جشن دلتنگی دربارهٔ رابطه واقعی آدم‌ها و گره خوردن آن با فضای مجازی است.
پانته‌آ پناهی‌ها و پوریا آذربایجانی بعد از فیلم «اروند» دومین همکاری خود را در فیلم «جشن دلتنگی» تجربه کردند.

## بازیگران
| بازیگر         | نقش      |
| -------------- | -------- |
| محسن کیایی     | جهان     |
| بهنام تشکر     | رضا      |
| بابک حمیدیان   | کاوه     |
| مینا ساداتی    | لاله     |
| پانته‌آ پناهی‌ها | افسانه   |
| ساغر قناعت     | سارا     |
| پریوش نظریه    | رویا     |
| امید روحانی    | پدر کاوه |
| ندا عقیقی      | شادی     |

## جوایز
| بخش                       | نامزد          | نتیجه    | جایزه         |
| ------------------------- | -------------- | -------- | ------------- |
| بهترین بازیگر نقش مکمل زن | پانته‌آ پناهی‌ها | نامزدشده | تندیس شایستگی |